# Luigi Madoglio
Luigi Madoglio fou un compositor italià del segle xix.
Es distingí en la música religiosa, i entre les seves produccions hi figura una missa per a dos tenors i baix, amb acompanyament d'orgue, i els motets Magnificat, Laetatus sum, Landa Jerusalem, Confitebor, Nisi Dominus, i Dixit Dominus.
Un altre compositor del mateix nom, que molt bé podria ser el mateix personatge, deixà música profana, i entre les seves produccions es troben els balls d'espectacle Il Giocatore, La Silfide a Pecchino, etc., en col·laboració amb altres autors, i sense aquesta, els titulats Beatrice Cenci (1861), Ines o un sogno, i Atabalipa degli Incas (1867).